# Чорний Потік (притока Яворового потоку)
Чорний Потік (словац. Čierny potok) — річка в Словаччині, притока Яворового Потоку, протікає в окрузі Попрад.
Довжина приблизно 4.5-5.0 км. Витік знаходиться в масиві Татри (геоморфологічна підодиниця Східні Татри — схил гори Чєрни Штіт) — на висоті близько 2100 метрів. Протікає територією села Татранська Яворина.
Впадає в Яворовий Потік на висоті приблизно 1270 метрів.